# Lazzaro Pallavicino
Lazzaro Pallavicino (anche Pallavicini; Genova, 1602/1603 – Roma, 21 aprile 1680) è stato un cardinale italiano.

## Biografia
Nato a Genova nel 1602, secondo la maggioranza degli storici a lui contemporanei,, Lazzaro era figlio del marchese Niccolò e di Maria Lomellini, dal cui matrimonio nacquero ben 22 figli; suo zio era Agostino, doge di Genova dal 1637 al 1639.
Papa Clemente IX lo elevò al rango di cardinale nel concistoro del 29 novembre 1669. Partecipò al conclave del 1669-1670,che elesse papa Clemente X. Il 1º settembre 1670 fu nominato legato a Bologna. Partecipò al conclave del 1676, che elesse papa Innocenzo XI.
Morì il 21 aprile 1680. Le esequie furono celebrate il 23 aprile nella chiesa di San Francesco a Ripa, dove venne sepolto nella cappella di San Pasquale.